# Jean-Pierre de L'Espinasse
 (janvier 2025).
Si vous disposez d'ouvrages ou d'articles de référence ou si vous connaissez des sites web de qualité traitant du thème abordé ici, merci de compléter l'article en donnant les références utiles à sa vérifiabilité et en les liant à la section « Notes et références ».
Jean-Pierre Marie de L'Espinasse est un homme politique français né le 8 décembre 1784 à Toulouse (Haute-Garonne) et mort le 3 novembre 1868 dans cette même ville.

## Biographie
Maréchal des logis dans les gardes du corps, il prend sa retraite en 1830. Il est député de la Haute-Garonne de 1837 à 1846, siégeant à droite, puis soutenant la Monarchie de Juillet. Il est de nouveau député de 1848 à 1851, siégeant à droite avec les conservateurs.
Une rue de Toulouse porte son nom. 